# Thomas Horrocks Openshaw
Thomas Horrocks Openshaw  (17 de marzo de 1856 – 17 de noviembre de 1929) fue un cirujano inglés de la época victoriana y eduardiana, y que fue y es bastante conocido por su breve involucramiento en los notorios asesinatos de Jack el Destripador del año 1888.

## Primeros años y carrera médica
'Tommy' Openshaw nació en Bury, Lancashire (Inglaterra), y fue educado en la Bristol Grammar School. Al terminar sus estudios secundarios originalmente pensó en dedicarse a la ingeniería, pero luego ingresó en la Universidad de Durham para estudiar medicina. En 1877 ingresó al 'London Hospital', donde se destacó como un estudiante exitoso y un buen jugador de fútbol. En 1879 Openshaw ganó el premio 'Outpatient Dresser' de £ 15, otorgado a quien demostraba que sabía hacer el mejor tratamiento y curación de heridas en el 'Departamento de Pacientes Externos'.
Openshaw cursó con éxito sus estudios médicos, habiendo obtenido un MBBS en Durham y, en 1883, habiendo obtenido la membresía del Colegio Real de Cirujanos. Por otra parte y en 1884, Openshaw también obtuvo el llamado 'English Conjoint Diploma' (creado ese mismo año), y en 1886 terminó su internado en el 'Royal College of Surgeons of England'.
También en 1886 fue nombrado ayudante de demostración de anatomía en el 'London Hospital Medical College', y luego fue nombrado curador en el Museo de Patología, y ya en 1887 extendió y catalogó la colección del museo con especímenes patológicos, creando así un importante centro de investigación y enseñanza en beneficio de los estudiantes de medicina. La carrera médica de Openshaw continuó desarrollándose en el 'London Hospital' con su nombramiento como cirujano asistente en 1890 y como cirujano en 1899. Openshaw también fundó el departamento de cirugía ortopédica en el 'London Hospital', y en 1926 pasó a ser allí cirujano consultante.

## Jack el Destripador

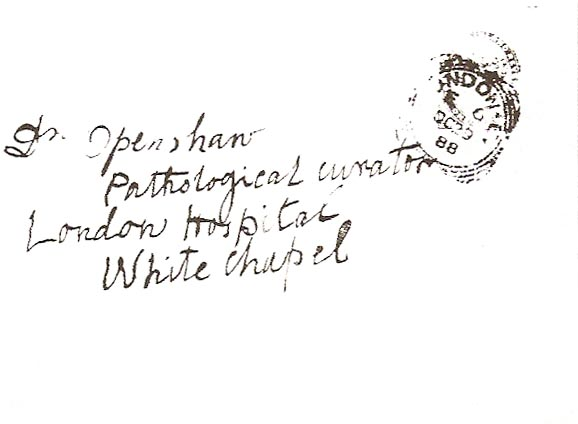
Sobre correspondiente a la llamada 'Carta Openshaw'.

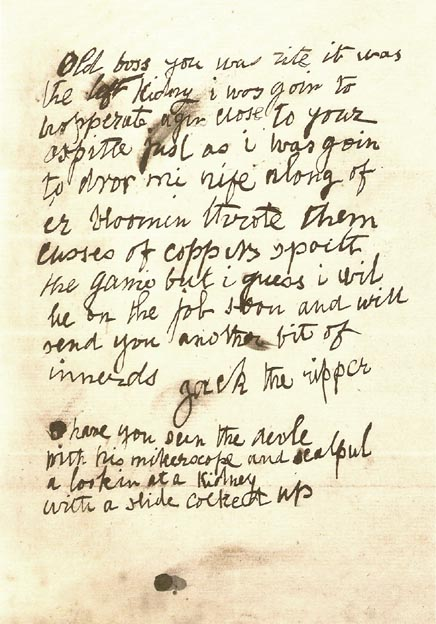
Copia de la llamada 'Carta Openshaw'.

Cuando un riñón que supuestamente había pertenecido a Catherine Eddowes, víctima del apodado 'Jack the Ripper', fue enviado junto con una carta a George Lusk, este fue persuadido por sus otros compañeros del Comité de Vigilancia de Whitechapel de llevarlo para su análisis al Dr. Frederick Wiles, quien era un cirujano que trabajaba cerca de Mile End Road. Pero Wiles entonces no se encontraba en el lugar, por lo que su ayudante, F S Reed, examinó el contenido de la caja, y posteriormente llevó el riñón a Openshaw en el cercano 'London Hospital', quien afirmó que creía que lo que tenía ante sí era el riñón del lado izquierdo de un cuerpo humano.
En 1888, ciertamente Openshaw fue mencionado con frecuencia en los informes de prensa, tanto en relación con el ya citado riñón como vinculado con la carta llamada From Hell, y por ello su nombre se hizo ampliamente conocido entre el público de aquella época. Y fue así como el 29 de octubre de 1888, el propio y recién citado cirujano recibió una carta a través del correo, que específicamente estaba dirigida a «Dr Openshaw, curador patólogo, London Hospital, Whitechapel», y cuyo sobre tenía la marca de correos «LONDRES E», «OC29 88». El texto de esa carta expresaba lo siguiente:
Old boss you was rite it was the left kidny i was goin to hoperate agin close to your ospitle just as i was going to dror mi nife along of er bloomin throte them cusses of coppers spoilt the game but i guess i wil be on the job soon and will send you another bit of innerds
Jack the Ripper
O have you seen the devle

with his mikerscope and scalpul 

a-lookin at a kidney 

with a slide cocked up.

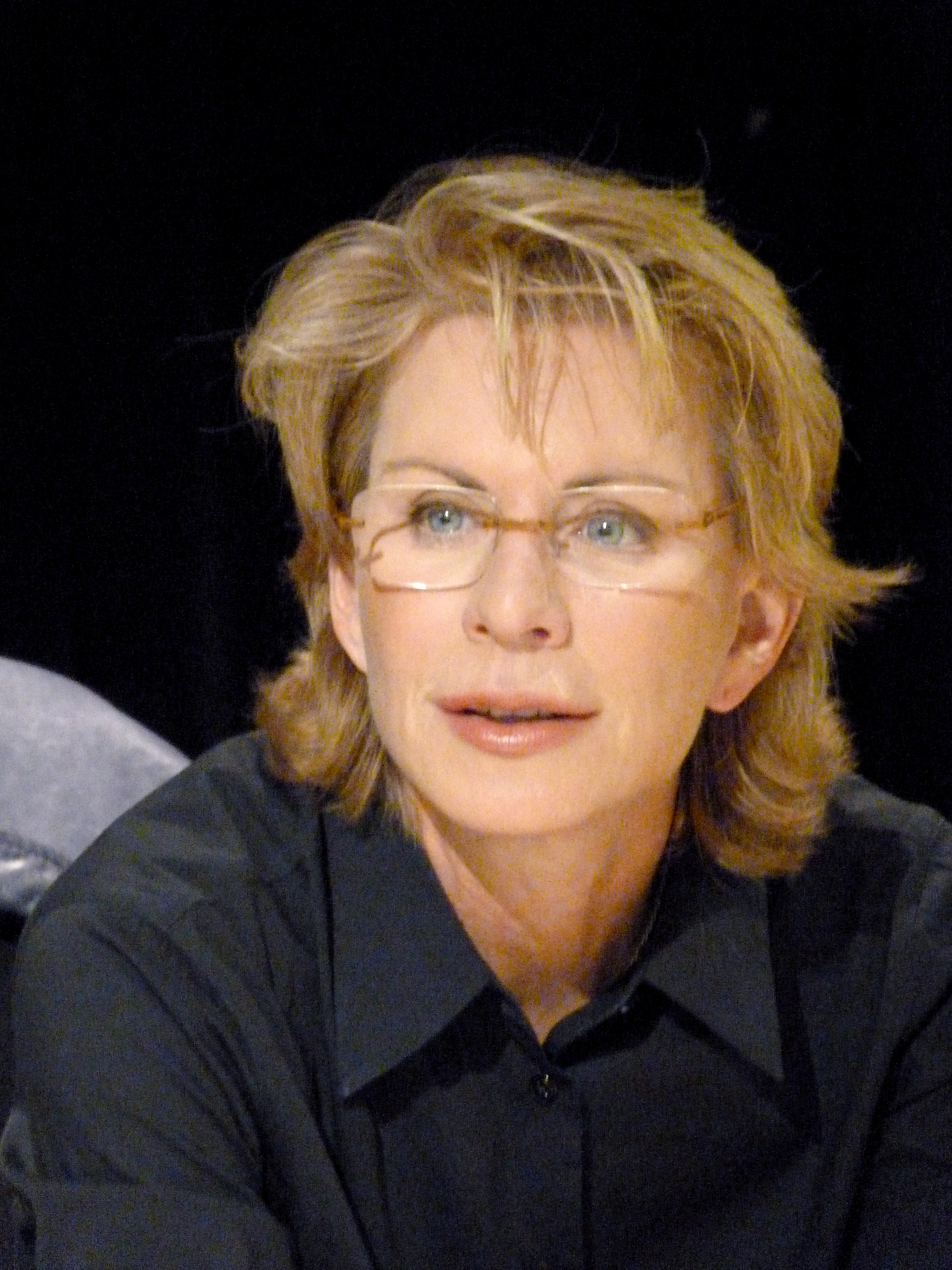
Patricia Cornwell el 1 de abril de 2011.

"Viejo jefe. Tenía razón, era el riñón izquierdo el que iba a operar otra vez cerca de su hospital justo cuando iba a sacar mi cuchillo a lo largo de su garganta sanguinolenta, los cerdos de los policías estropearon el juego, pero supongo que estaré en el trabajo pronto y le enviará otro poco de interiores.
Jack el destripador
Ha visto al diablo
con su microscopio y escalpelo
un vistazo a un riñón
con un lado cocido."

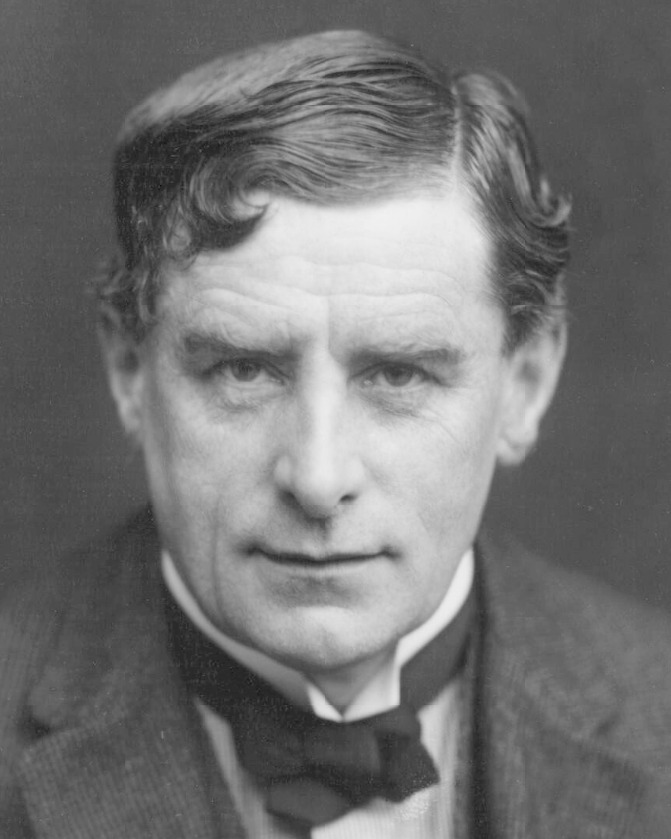
Foto de Walter Richard Sickert en 1911.

Esta carta es con frecuencia conocida con la denominación 'Openshaw Letter', y una copia de la misma es exhibida junto a otros elementos vinculados al 'Destripador' en el museo del 'Royal London Hospital', en Whitechapel.
La citada carta fue específicamente utilizada por la escritora Patricia Cornwell, en apoyo de su teoría de que Walter Sickert era el misterioso 'asesino serial de Whitechapel'. La citada autora estadounidense afirmaba que el papel utilizado en la llamada 'Carta Openshaw' provenía de los mismos fabricantes que el que era utilizado frecuentemente por Sickert. Pero además y también según Cornwell, el ADN mitocondrial extraído del sello en el sobre, no podía ser descartado como que fuera el mismo que el encontrado en correspondencia que seguramente había manejado Sickert. El ADN mitocondrial, sin embargo, no es una prueba definitiva de identidad, y la secuencia encontrada por el equipo de expertos de Cornwell podría corresponder a una persona en un grupo de unos 400.000 individuos.